# Гунунг-Батур
Гунунг-Батур (индон. Gunung Batur) — вулкан на острове Бали, входящем в состав одноимённой провинции Индонезии.
Кальдера Гунунг-Батура достигает высоты 1717 метров. Находится на северо-востоке острова. Размер внешней кальдеры составляет 13,8 × 10,0 километров. В кальдере расположено озеро, различные вулканические образования: вулканические конусы, кратеры. Вершина основного конуса, состоящая из 3-х кратеров, поднимается на высоту 700 метров над основной местностью.
Возникновение кальдеры происходило в несколько этапов. Вулканическая деятельность в районе Батура началась около 500 тысяч лет назад. Тогда образовались стратовулканы, сложенные из базальтов и андезитов. Затем образовались побочные вулканические образования, состоящие из дацитов, один из которых сохранился до настоящего времени и возвышается напротив кальдеры Гунунг-Батур под названием Абанг, достигающий высоты 2152 метров. Внешняя кальдера была сформирована 29300 лет назад в результате вулканической деятельности на острове и выбросов игнимбритов на поверхность. Внутренняя кальдера, диаметром 6,4x9,4 километра образовалась 21500 лет назад в результате очередных вулканических извержений и выбросов андезитовых и дацитовых игнимбритов. В результате той вулканической деятельности внутреннюю кальдеру заполнила вода и возникло одноимённое озеро.
Вулканическая активность в историческое время имела умеренный взрывной характер, потоки лавы достигали вод озера, это видно по застывшим базальтовым потокам. Иногда были жертвы, так во время извержений 1963—1964 годов было уничтожено 16 домов близлежащей деревни, расположенной в долине.
В настоящее время вулкан относится к активным, и время от времени происходят подземные толчки и происходит фумарольная активность. Последний значительный выброс произошёл в 1999—2000 годах. Тогда выброс пепла достигал 300 метров в высоту. В июне 2011 года местными жителями наблюдался выброс сернистого газа, а на поверхности озера Батур наблюдалось много мёртвой рыбы.
Гунунг-Батур является одной из основных достопримечательностей острова Бали, популярный туристический объект, однако, власти считают необходимым ограничить её посещение туристами.
Путь на самую высокую точку (1717 м) занимает около двух часов.